# سامان (مقاطعة تشرداول)
سامان (بالفارسية: سامان) هي قرية تقع في قسم هليلان الريفي (مقاطعة تشرداول) في إيران. يقدر عدد سكانها بـ 787 نسمة .